# Pyxichromis parorthostoma
Pyxichromis parorthostoma és una espècie extinta de peix de la família dels cíclids i de l'ordre dels perciformes.

## Morfologia
- Els mascles podien assolir 11,7 cm de longitud total.[3][4]

## Hàbitat
Era una espècie de clima tropical que vivia fins als 12 m de fondària.

## Distribució geogràfica
Es trobava a Àfrica: llac Victòria.